# USA:s ambassadör vid Heliga stolen
USA:s ambassadör vid Heliga stolen (engelska: Ambassador of United States to the Holy See, latin: Apostolicae Sedis Legatus Civitatum Foederatarum) är USA:s officiella representant vid Heliga stolen, den romersk-katolska kyrkans högsta ledning.
Hittills har varje ambassadör varit katolik. Den nuvarande ambassadören heter Brian Burch.

## Ämbetsinnehavare
Nedanstående lista är en kronologisk förteckning över de som innehaft befattningen:
| Nr | Bild | Namn                  | Period    | Påve               | USA:s president  |
| -- | ---- | --------------------- | --------- | ------------------ | ---------------- |
| 1  |      | William A. Wilson     | 1984–1986 | Johannes Paulus II | Ronald Reagan    |
| 2  |      | Frank Shakespeare     | 1986–1989 | Johannes Paulus II | Ronald Reagan    |
| 3  |      | Thomas Patrick Melady | 1989–1993 | Johannes Paulus II | George H.W. Bush |
| 4  |      | Raymond Flynn         | 1993–1997 | Johannes Paulus II | Bill Clinton     |
| 5  |      | Lindy Boggs           | 1997–2001 | Johannes Paulus II | Bill Clinton     |
| 6  |      | Jim Nicholson         | 2001–2005 | Johannes Paulus II | George W. Bush   |
| 7  |      | Francis Rooney        | 2005–2008 | Benedictus XVI     | George W. Bush   |
| 8  |      | Mary Ann Glendon      | 2008–2009 | Benedictus XVI     | George W. Bush   |
| 9  |      | Miguel H. Díaz        | 2009–2012 | Benedictus XVI     | Barack Obama     |
| 10 |      | Ken Hackett           | 2013–2017 | Franciskus         | Barack Obama     |
| 11 |      | Callista Gingrich     | 2017–2021 | Franciskus         | Donald Trump     |
| 12 |      | Joe Donnelly          | 2022–2024 | Franciskus         | Joe Biden        |
| 13 |      | Brian Burch           | 2025–     | Leo XIV            | Donald Trump     |